# Vladimir Maksimov (handball)
Pour les articles homonymes, voir Vladimir Maksimov.
Vladimir Salmanovitch Maksimov (en russe : Влади́мир Салманович Макси́мов), né le 14 octobre 1945 à Kant en URSS, aujourd'hui au Kirghizistan, est un joueur soviétique puis entraîneur russe de handball. 
Il se distingue d'abord en tant que joueur, étant notamment meilleur buteur du Championnat du monde 1970 puis champion olympique en 1976.
Puis il est devenu le grand patron du handball russe, remportant avec l'équipe nationale de Russie le titre olympique en 1992 et 2000, deux fois le Championnat du monde (1993 et 1997) et le Championnat d'Europe 1996. 
Il est l'un des quatre seuls entraineurs avec Claude Onesta chez les hommes, Ulrik Wilbek et Olivier Krumbholz chez les femmes à avoir remporté les trois titres majeurs.

## Biographie

### Parcours de joueur
Maksimov évolue pour l'Université Krasnodar puis le Club sportif de l'Institut d'aviation de Moscou avec qui il remporte la Coupe des clubs champions en 1973 et la Coupe des vainqueurs de Coupe en 1977. Il est également Championnat d'Union soviétique en 1972, 1974 et 1975.
Sélectionné à 172 reprises en équipe nationale d'URSS, il marque 690 buts et est le meilleur buteur du Championnat du monde 1970 avec 31 buts. Mais surtout, il devient champion olympique en 1976 à Montréal puis arrête sa carrière sur la médaille d'argent du Championnat du monde 1978. Lors de cette finale perdue 19 à 20, Maksimov a marqué deux buts.

### Parcours d'entraîneur
En 1992, il est l'adjoint de Spartak Mironovitch qui conduit l'équipe unifiée à la victoire aux JO de Barcelone. Maksimov devient ensuite le sélectionneur de l'équipe nationale de Russie qu'il mène à deux titres mondiaux en 1993 et en 1997 et une médaille d'argent du Championnat du monde 1999. De plus, aux championnats d'Europe, il atteint la finale lors de la première édition en 1994 puis devient champion d'Europe deux ans plus tard et remporte de nouveau l'argent en Championnat d'Europe 2000. Enfin, s'appuyant notamment une nouvelle fois sur Andreï Lavrov, il conduit la Russie de nouveau au titre olympique 2000.
Si en 2004, il remporte une nouvelle médaille, le bronze aux Jeux olympiques, celle-ci sera la dernière remportée par la Russie qui décline dans la hiérarchie mondiale, regrettant qu'il n'ait plus que vingtaine de jours par an avec des joueurs évoluant à l'étranger, s'ils n'ont pas changé de nationalité comme Dujshebaev ou Xepkin.
En 2008, il a annoncé qu'il arrêterait d'occuper le poste de sélectionneur de l'équipe de Russie après les Jeux olympiques de 2008 de Pékin. Lors de ceux-ci, la Russie est éliminée au stade des quarts de finale, puis termine finalement la compétition à la sixième place et Maksimov quitte son poste.
Il se consacre alors au club russe du Medvedi Tchekhov dont il est également l'entraîneur depuis 2001.
À la suite de l'élimination de la Russie lors des barrages de qualification du championnat du monde 2011, il est rappelé à la tête de l'équipe nationale. S'il parvient à se qualifier pour l'Euro 2012, la Russie est éliminé dès le tour préliminaire et n'obtient ainsi pas de place qualificative pour les Jeux olympiques de 2012. Maksimov tire cette fois-ci définitivement sa révérence.

## Palmarès de joueur

### Sélection nationale
Jeux olympiques
- Médaille d'or aux Jeux olympiques de 1976 à Montréal,  Canada
- 5e place aux Jeux olympiques de 1972 à Munich,  Allemagne

Championnat du monde
- Médaille d'argent du Championnat du monde 1978,  Danemark

Autres
- Champion du monde étudiant en 1968 et 1971

### Club
- Coupe d'Europe des clubs champions (1) : 1973
  - Finaliste en 1974
- Coupe d'Europe des vainqueurs de Coupe (1) : 1977
- Championnat d'Union soviétique masculin (3) : 1972, 1974, 1975

### Distinctions individuelles
- Meilleur buteur du Championnat du monde 1970 avec 31 buts

## Palmarès d'entraîneur

### Sélection nationale
Jeux olympiques
- Médaille d'or aux Jeux olympiques de 1992 à Barcelone,  Espagne, sous les couleurs de la CEI
- Médaille d'or aux Jeux olympiques de 2000 à Sydney,  Australie, sous les couleurs de la Russie
- Médaille de bronze aux Jeux olympiques de 2004 à Athènes,  Grèce

Championnats du monde
- Médaille d'or du Championnat du monde 1993,  Suède
- Médaille d'or du Championnat du monde 1997,  Japon
- Médaille d'argent du Championnat du monde 1999,  Égypte

Championnats d'Europe
- Médaille d'or du Championnat d'Europe 1996,  Espagne
- Médaille d'argent du Championnat d'Europe 1994,  Portugal
- Médaille d'argent du Championnat d'Europe 2000,  Croatie

Compétitions de jeunes
- Médaille d'or du Championnat du monde junior en 1989
- Médaille d'or du Championnat du monde junior en 1985
- Médaille d'argent du Championnat du monde junior en 1981
- Médaille de bronze du Championnat du monde junior en 1987

Autres
- Entraîneur de l'équipe d'URSS junior
- Entraîneur de l'Équipe de l'équipe unifiée (1992), puis Équipe de Russie de 1992 à 2008, puis de 2011 à 2012

### Club
- Coupe d'Europe des vainqueurs de coupe (1) : 2006
- Ligue des champions : Final Four en 2010, quart de finale en 2009 et 2011
- Champion de Russie (12) : de 2002 à 2013